# Automodelli - Mini 4WD
Dash! Yonkuro (ダッシュ！四駆郎?, Dash! Yonkuro) è un manga di Zaurus Tokuda, pubblicato da dicembre 1987 a marzo 1992 sulla rivista CoroCoro Comic di Shogakukan. 
La storia narra di ragazzi appassionati di Mini 4WD, automodelli in scala 1/32 dotati di motore elettrico prodotti dalla Tamiya, e del loro tentativo di qualificarsi ai campionati nazionali dove appunto si corre con questi modellini. Questo manga è nato per pubblicizzare i giocattoli della casa giapponese, è quindi un chiaro esempio di plot placement (la forma più potente di product placement). 
In seguito l'autore Zaurus Tokuda ha pubblicato altre serie a fumetti dello stesso tipo, Kaze no racer! Otokogi (Il racer del vento! Otokogi), Dash boy 10 e Mirai racer!V-twin (Il racer del futuro! V-twin), mentre nel 1994 è stata la volta di Let's & Go, opera di Tetsuhiro Koshita.
Nel 1989 da Dash! Yonkuro è stato tratto un anime di 25 episodi, prodotto da Shogakukan e Staff 21, finanziato da Tamiya Corporation e trasmesso su TV Tokyo. L'anime tratta solamente la prima parte della storia, cioè le eliminatorie regionali, mentre la conclusione dei vari tornei e tutto ciò che segue non fu mai trasposto in animazione, è presente solo nei 14 tankōbon di cui è composto il manga. La serie è stata trasmessa in Italia da febbraio 1991 su Italia 7, senza sigla di apertura e chiusura, con il titolo Automodelli - Mini 4WD, e in seguito replicata da varie emittenti locali e da Junior TV, con il titolo Automodelli e le sigle originali giapponesi. L'edizione italiana presenta un adattamento semplificato con i nomi dei personaggi cambiati (come era d'uso all'epoca per ridurre al minimo i riferimenti al Giappone), ma non è stata oggetto di molte censure, ad esclusione di due scene nell'episodio 22. Il 4 settembre 2004 è stato replicato su Italia Teen Television, con alcune scene censurate.
La serie è andata in onda anche in altri paesi come Corea del Sud, Filippine e Malaysia.
Dopo molti anni è stato creato un manga seguito della serie originale intitolato Hyper Dash! Yonkuro, creato da Hiroyuki Takei, la cui serializzazione è iniziata sulla rivista CoroCoro Aniki il 14 marzo 2015.

## Trama
La storia è un susseguirsi di gare in percorsi fantasiosi (piramidi, labirinti, ecc.) e piste adatte a farle correre. Nel corso della serie appariranno molti nuovi personaggi come Momotaro (e la sua mini4wd, la Crimson Glory, ultimo ostacolo dei Nobili Guerrieri verso la vittoria finale), Sabu Kinjiro (Aero Solitude) e Jin che affronterà pure lui il Rally Infernale con una nuova mini4wd, la Proto Emperor ZX (la precedente era la Dash-X1 Proto Emperor, sconfitta nelle finali regionali dalla allora nuova mini4wd di Alan, la Dash-01 Super Emperor). I percorsi diventano sempre più difficoltosi e le storie inverosimili (in un volumetto del fumetto viene menzionato che pure i bambini nella preistoria utilizzavano delle mini4wd costruite con materie naturali come legno e foglie che si facevano spingere dal vento), la storia s'incentrerà sempre più su quale sia la vera "Emperor", verranno scoperte molte mini aventi questo titolo che si confronteranno contro la Emperor di Alan, fino all'epilogo nell'epica sfida del Rally Infernale;
in questa gara Alan sfiderà un gruppo di malviventi che vogliono approfittare dei migliori corridori di mini4wd per riuscire a recuperare un tesoro nascosto nella 2ª Guerra Mondiale da parte dei nazisti. Fra i suoi avversari ci sarà un redivivo Damiano, pronto a sfidare il figlio e a testarne le capacità con la sua nuova mini 4wd, la Dash-0 Infinite Boundless. Alla fine sarà il nostro Alan, aiutato dai suoi compagni (ormai lontani dal mondo delle corse, ma sempre legati da una profonda amicizia),a trionfare con la sua ultima macchina, la Liberty Emperor.

## Personaggi principali

### Alan ("Yonkuro" Shimizuro Hinomaru)
È il protagonista della serie, nonché leader della squadra dei nobili guerrieri (Dash!Warriors). È il ragazzo "con la piuma in testa", le sue mini4wd sono la Numero 1 (Dash-1 Emperor) e in seguito la Super Numero 1 (Dash-01 Super Emperor). Infine lui avrà l'ultima mini (Rise Emperor)
Alan è un ragazzo appassionatissimo di questi modelli, passione trasmessa dal padre che ritiene morto durante la partecipazione al Rally Infernale, una gara stile Parigi-Dakar. Rispetto ai suoi compagni Alan ha uno stile di corsa azzardato che punta ad una efficienza complessiva in qualunque percorso. La sua spericolatezza porterà spesso la sua mini4wd oltre i limiti, tanto che avrà bisogno di sostituirla a causa dei danni ricevuti ed in modo da competere con avversari sempre più temibili.
Lo scopo finale di Alan è quello di partecipare e vincere il Rally Infernale, per rendere onore al padre. Con tale sogno in mente, Alan cerca di diventare il più bravo corridore del paese e cerca di convincere molti suoi coetanei che i modellini mini4wd sono auto da corsa in miniatura e non giocattoli come in molti credono.
Verso la fine della serie, nelle gare nazionali mai viste in Italia (di cui esiste solo la versione cartacea) rimarrà l'unico membro dei Nobili Guerrieri sempre presente ed attivo. Dopo aver portato al successo i Nobili Guerrieri in finale contro il team di Momotaro e le loro Crimson Glory, inizia l'ultima parte della storia di Dash!Yonkuro. Alan finalmente parteciperà all'ultima tappa del "Rally Infernale", gara di cui si scopre in seguito lo scopo finale: organizzata da dei neo-nazisti che nutrono il desiderio di trovare un tesoro nascosto dai nazisti durante la Seconda Guerra Mondiale, il Rally Infernale viene così indetto per trovare il fantomatico reperto, usufruendo delle abilità dei i racers più bravi, nel vano tentativo di scoprire l'esatta ubicazione del tesoro. Con l'aiuto degli altri Nobili Guerrieri Alan riuscirà a sventare il piano dei malviventi ed a vincere la corsa. Alla fine della saga coronerà il suo sogno di diventare un pilota d'auto da corsa in scala reale.
Il nome Yonkuro è in parte un gioco di parole: la parola "Yonku" in giapponese è l'abbreviazione di "quattro ruote motrici" (yonrinkudo), mentre la sua Dash-1 Emperor è il risultato di un concorso indetto dalla casa editrice del manga (la Shogakukan, nella collana Coro Coro Comics), attraverso il quale venne scelto un disegno di una nuova Mini4wD che poi, modificato dall'autore, diverrà il modello definitivo. Anche il numero che compare sul mezzo, 496, è un gioco di parole: i tre numeri, letti separatamente in giapponese, ricordano il nome del protagonista (Yon-Kyu-Roku).

### Ciccio Sprint ("Tankuro" Toda Mukurouro)
È il numero 2 dei Nobili Guerrieri e la sua mini4wd è l'Astro di Fuoco (Dash-2 Burning Sun). Ciccio è un ragazzo robusto molto gentile anche se all'inizio quando incontra Alan sembra un po' burbero. Il suo cuore d`oro e il suo spirito di sacrificio si riveleranno fondamentali al suo team per accedere al torneo nazionale di mini4wd, nonostante il suo modello non sia molto veloce. La qualità e lo stile di Ciccio Sprint e della sua mini sono rappresentati proprio dalla potenza del modello stesso: aumentando tale potenza al massimo a discapito della velocità, l'Astro di Fuoco si può definire senza dubbio il modello più potente e resistente della squadra. Poco prima delle finali nazionali, Ciccio lascerà momentaneamente il team, rendendosi conto della forza dei suoi avversari e della non esagerata fiducia nei suoi confronti dimostratagli da Alan. Lo si rivede assieme al team Momotaro, ovvero il team che avrebbe dovuto affrontare nelle finali, ma il suo non è stato un tradimento: Ciccio difatti ha approfittato della situazione per imparare l'utilizzo del telaio a motore anteriore (F.M.) e costruire la prima evoluzione dell`Astro di Fuoco, la Dash-02 Neo Burning Sun, mini 4wd ancora resa più potente ed innovativa grazie all'allora novità del motore anteriore. Durante gli ultimi atti della gara finale, nel tentativo di tagliare per primo il traguardo posto sulla cima di un edificio, userà il circuito-condensatore della Dash-4 Cannonball di Ted, con il risultato di far finire in pezzi la sua mini 4wd dopo pochi metri, ma questo sacrificio sarà utile ad Alan, il quale escogiterà così un'idea per vincere la corsa. A fine saga, durante una reunion con i vecchi compagni tutti divenuti ormai grandi fa la sua ultima apparizione.
Il nome Tankuro è un gioco di parole: "Tank" può significare carro armato, che ben si coniuga con la mole di Ciccio e il suo stile di corsa. La parola Tank appare anche sul cofano del modello.

### Davide ("Shinkuro" Minami Yoshiro)
È il numero 3 dei Nobili Guerrieri e la sua mini4wd è la Regina delle Corse (Dash-3 Shooting Star). Davide è un ragazzo di bell'aspetto, presuntuoso e decisamente pieno di talento riguardo alle mini4wd; la sua prima apparizione cronologica nella storia lo presenta come un ricco ereditiero, il quale viene invitato a far parte di una nuova squadra di Mini4wD dall'allenatore dei futuri Nobili Guerrieri.
Dopo Alan, Davide è senz'altro il membro migliore del team, tanto che in varie occasioni ha dimostrato di non avere niente da invidiare al protagonista, sebbene abbia come unico difetto la superbia. Il suo stile è incentrato sulla velocità. La sua mini4wd verrà evoluta nella più performante Dash-03 Super Shooting Star, ma solo in uno spin-off creato apposta per le gare autunnali indette dalla casa produttrice delle mini4wd. Alla fine della saga appare in una reunion assieme ai vecchi compagni, sempre molto elegante e probabilmente ora a capo dell`azienda di famiglia. Davide e la sua mini4wd sono fra i più amati dalla serie: il suo nome è in parte un gioco di parole. In giapponese "shin" può significare "nuovo". È il migliore amico di Ted (Pankuro).

### Ted ("Pankuro" Peiji Jimi)
È il numero 4 dei Nobili Guerrieri e la sua mini4wd è la Palla di Cannone (Dash-4 Cannonball). Ted è un ragazzo chiuso, timido e studioso, ma la passione per le mini4wd e la musica punk ne cambiano radicalmente personalità e l'aspetto: Ted difatti con lo scopo di vincere la sua timidezza è solito truccarsi come facevano i musicisti heavy metal anni ottanta, tanto che in pochi ne conoscevano l'aspetto al di fuori delle gare. È bene sottolineare come Ted riesca a "trasformarsi" nel se stesso versione nobile guerriero (capelli in parte biondi dritti in aria, aspetto più rocker grazie ai trucchi) senza bisogno di truccarsi, specie quando vuole tirare fuori dai guai i suoi amici o tirare fuori il meglio di sé e dalla sua mini4wd.
Lo stile di Ted si riflette perfettamente sulla sua mini4wd: la Palla di Cannone è instabile e discontinua come il suo possessore, ma è la più veloce del team sulle piste e circuiti ad alta velocità, grazie ad un'ottima accelerazione. Inoltre questa mini4wd nasconde un segreto: al suo interno possiede un condensatore in grado di convogliare tutta l'energia delle batterie e dare alla Palla di Cannone una velocità tale da spingerla oltre il suo limite per un brevissimo periodo. Nemmeno Ted resterà sempre nel team con cui vincerà il titolo nazionale; apparirà nuovamente, dopo il torneo per aiutare Alan ad incastrare i neonazisti che volevano servirsi dei racers per scovare un tesoro nascosto e qui appare con i capelli lunghi, sempre truccato, deducendone quindi che intraprenderà la carriera da musicista (Ted è un talento naturale con la chitarra elettrica). Anche Ted avrà una nuova mini4wd, la Dash-CB4, ma solo in uno spin-off, e mai prodotta dalla casa costruttrice di modelli.
Il nome Pankuro è un gioco di parole,"pank" è una traslitterazione di punk, genere musicale di cui Pankuro è appassionato (come Tokuda Zaurus).

### Stella (Sumeragi Rinko)
È la numero 5 dei Nobili Guerrieri, oltre al fatto di essere l'unica ragazza. La sua mini4wd è la Super Ballerina (Dash-5 Dancing Doll). Stella appare per la prima volta durante una sfida proposta da Francesco (suo fratello maggiore, con il quale vive in una barca) ad Alan e Ciccio Sprint.
Stella è una ragazza avvenente, molto disponibile e gentile, tanto da esserlo anche con i suoi avversari. Lo stile di Stella e del suo modello si basa principalmente sulla versatilità, dato che non eccede in qualcosa in particolare. Una particolare tecnica utilizzata da Stella è la cosiddetta "serpentina cosmica" (Cosmo Spider), un modo personale di assettare e controllare la propria mini4wd nei percorsi dove l'equilibrio è precario così come potrebbe essere il ponte di una nave sul mare.
Col tempo Stella cambierà un po' il suo aspetto, diventando e apparendo più matura e si ritroverà nella conclusione della saga con i suoi vecchi compagni mentre aiutano Alan durante l'ultima tappa del Rally Infernale. Anche Stella avrà una nuova mini, la Dash-05, apparsa solo in uno spin-off dove i Nobili Guerrieri affrontano i Diavoli Neri.

### Guerrieri Neri
È la squadra che costituisce l'avversario principale per i Nobili Guerrieri nella lotta per il superamento delle gare eliminatorie. Il suo leader, Jin, è un atleta eccellente e usa la Proto Numero 1 (Proto Emperor), gemella della Dash-1 Emperor di Alan.  In generale tutti i membri della squadra sono ottimi corridori in grado di mettere in seria difficoltà i protagonisti.

## Personaggi secondari

### Francesco (Sumeragi Kaidanji)
Fratello di Stella, è l'inventore delle mini4wd dei Nobili Guerrieri. Tempo prima Francesco faceva da navigatore nelle gare di rally a Damiano (Genkuro Hinomaru), padre di Alan: durante una di queste gare per riuscire a salvarsi da una situazione pericolosa, Damiano utilizzò una mini4wd che aveva inventato, la Dash-0 Horizon. Fece così correre l'Horizon nel deserto contro dei biker, vincendo sotto gli occhi stupiti dello stesso Francesco, il quale si convinse così a non definire giocattoli le mini4wd come invece aveva sempre sostenuto. A quella sfida assistette pure un vecchio monaco buddista che come Francesco, diventerà un coach di racers, ispirandosi a Damiano e al suo modello.
Francesco cercò di dividere tutte le capacità della Dash-0 in altre 5 mini4wd creando appunto i modelli posseduti dai Nobili Guerrieri, affidate loro in base al loro stile. Nelle finali regionali si assiste allo scontro fra i "discendenti dell'Horizon", i Nobili Guerrieri e i Guerrieri Neri guidati dal vecchio monaco che, capitanati da Jin (Kidouin), contenderanno ai protagonisti l'accesso alle finali nazionali e l'onore di essere considerati appunto gli unici discendenti della leggendaria mini4wd.
Nelle fasi finali del torneo nazionale, si scoprirà che sparse per il Giappone ci sono molti suoi prototipi della Dash-1 e tutti cercheranno di sconfiggere i Nobili Guerrieri invano. Per la finale donerà ad Alan l'ultimo modello da lui creato sulle basi della Horizon, la Dash-001 Great Emperor, una mini talmente potente da essere difficile da controllare; si scoprirà poi che l'unico in grado di farlo è Alan che di natura possiede la tecnica giusta per farlo. Una volta danneggiata durante il Rally Infernale, Francesco la migliorerà ulteriormente, facendola diventare Liberty Emperor, visto che la Dash-001 si è rovinata vicino al calore emanato dal vulcano dove si svolge la corsa che conclude la saga.

### Nonna di Alan
La nonna di Alan è la persona che si è occupata di lui dopo la morte della madre (lo si deduce dal fatto che c'è una sua foto sull'altare di casa dove Alan prega prima di mangiare) e la scomparsa del padre, partito per partecipare al Rally Infernale.
Sempre pronta a incoraggiare il nipote, lo segue in tutte le manifestazioni a cui partecipa facendo un plateale tifo da stadio. Il suo aspetto è lo stereotipo della signora anziana giapponese, con i capelli grigi raccolti in uno chignon vestita con yukata e grembiule.

### Filippo (Zaurus Tokuda)
Strano personaggio sul modello del "gigante buono", segue sempre la nonna di Alan per sostenere il protagonista ma viene coinvolto immancabilmente in situazioni comiche. Ha sempre uno strano cappello a forma di vaso con un fiore in cima.
È l'alter ego dell'autore Zaurus Tokuda, infatti sulla sua T-shirt nera c'è la scritta "Zaurus" (a volte "Zaurs", probabilmente per un errore di traslitterazione).

### Giuliano (Ayrton Urusena)
Campione di Formula 1 amico di Francesco e di Damiano, il padre di Alan. Nella versione originale Giapponese è l'alter ego del pilota di Formula 1 Ayrton Senna mentre nell'adattamento italiano si è eliminato completamente il riferimento.

## Episodi
| Nº | Titolo italiano Giapponese 「Kanji」 - Rōmaji | In onda          | In onda          |
| Nº | Titolo italiano Giapponese 「Kanji」 - Rōmaji | Giapponese       | Italiano         |
| 1  | Il debutto dei Nobili Guerrieri 「ダッシュ軍団（ウォリアーズ）登場」 - dasshu gundan (uoriazu) tōjō | 3 ottobre 1989   | 5 febbraio 1991  |
| 1  | Alan Scaras (Yonkuro Hinomaru) è orfano dei genitori e vive con la nonna (lo si deduce dal fatto che a casa ha un piccolo altare con le foto del padre e della madre davanti al quale prega). È appassionato di Mini 4WD, modellini di auto a trazione integrale in scala 1:32. Con altri amici (Ciccio Sprint, Davide, Ted e Stella) forma la squadra dei nobili guerrieri sotto la guida del manager Francesco, fratello maggiore di Stella. Alan si reca alla prima gara ufficiale e insieme ai compagni di squadra devono scontrarsi nella prima eliminatoria con il team delle “Cipolle” composto da ragazzini prepotenti e scorretti (cercano di danneggiare i modelli altrui e disturbano gli avversari con il loro alito che puzza di cipolla), guidati dal manager Arturo. Si corre su un circuito a sponde con un lungo salto che metterà alla prova le auto. Dopo una prima manche in cui Davide e Alan vengono sconfitti perché non hanno adeguato bene l’assetto al percorso, i nobili guerrieri si riprendono vincendo la seconda con Ciccio Sprint e la terza con lo stesso Alan, che ha modificato la sua “Numero 1” in modo che abbia una sorta di aerofreno. |                  |                  |
| 2  | La corsa in acqua della Numero 1 「水中のエンペラー」 - suichū no enpera | 10 ottobre 1989  | 7 febbraio 1991  |
| 2  | Riprendono le eliminatorie e Alan e Ciccio Sprint dei nobili Guerrieri sono contro i Diavoli, l’altra squadra capitanata da Arturo. Il percorso è libero dentro una finta giungla quindi i concorrenti devono correre dietro ai modelli con dei bastoni (simili a bastoni da hockey) per dare una direzione alle Mini 4WD che altrimenti andrebbero solo dritto in quanto non dotate di sterzo. Dopo una serie di ostacoli i concorrenti si trovano a dover attraversare un fossato per raggiungere il traguardo: mentre i Diavoli cercano un ponte la Numero 1 di Alan (resa impermeabile con l’involucro di una polpetta di riso datagli dalla nonna) riesce a vincere saltando in acqua e risalendo su un tronco sorretto da Ciccio Sprint. |                  |                  |
| 3  | La piramide della paura 「恐怖のピラミッド」 - kyōfu no piramiddo | 17 ottobre 1989  | 9 febbraio 1991  |
| 3  | La seconda parte della corsa nella giungla è dentro una piramide piena di trappole e partecipano Ted e Stella contro Fulmine e Paolone dei Diavoli. Quest’ultimo è un ragazzino enorme che incute un certo timore. I due equipaggi prendono strade diverse e si scontrano con vari trabocchetti: i Nobili Guerrieri si trovano a scappare da un’enorme masso di pietra che rotola verso di loro, Ted riesce a fermarlo ma è costretto a ritirarsi. Stella continua e nel rush finale si ritrova in un testa a testa da sola con Paolone perché Fulmine è caduto in una trappola. Entrambi sfoderano le loro migliori tecniche e alla fine vince Paolone al foto-finish, rivelandosi un avversario degno e leale. |                  |                  |
| 4  | La conquista del labirinto 「迷路からの脱出！」 - meiro karano dasshutsu! | 24 ottobre 1989  | 12 febbraio 1991 |
| 4  | Parte la terza corsa eliminatoria dentro il labirinto arcobaleno che ha sette aree caratterizzare da fondo stradale e colore diverso. Corrono Alan e Davide contro Paolone e Saetta dei Diavoli. Il manager di questi ultimi ha intenzione di barare per vincere, usando un sistema di comunicazione clandestino: il loro compagno Fulmine è sulle tribune con una trasmittente per poter guidare i compagni nel labirinto tramite auricolari ma Paolone si rifiuta di farlo e parte senza radio. Saetta invece va velocissimo grazie all’aiuto del compagno e prende la testa. Durante la gara un piccolo incidente rallenta Alan: mentre sta cambiando le gomme l’assale in metallo della macchina finisce sotto i piedi di Paolone, rovinandosi e ferendolo. I due rimangono quindi indietro e Davide li supera arrivando alle calcagna di Saetta, che sta per uscire dal labirinto in testa grazie all’auricolare. Sul più bello però Stella scopre tutto e ferma Fulmine con l’aiuto di Turbo, il cagnetto dei Nobili Guerrieri. Davide riesce quindi a battere l’avversario mentre Alan e Paolone tagliano il traguardo attardati ma tra l’incitamento degli spettatori, entusiasti della loro lealtà e del loro impegno. |                  |                  |
| 5  | Il contrattacco delle Cipolle 「スカリオンの逆襲」 - sukarion no gyakushū | 31 ottobre 1989  | 14 febbraio 1991 |
| 5  | Alan torna a scuola e viene punito perché dorme in classe. Quando stella gli chiede perché si porta sempre dietro la Mini 4WD “Boomerang”, le risponde che è un ricordo di suo padre Damiano, gliel’ha regalata prima di partire cinque anni prima con una Mercedes G-Klasse per realizzare il sogno della sua vita: partecipare a un rally pericolosissimo detto “Rally Infernale”. Suo padre non è più tornato a casa e quindi Alan è convinto che sia morto, Stella però gli dice di non essere così certo della cosa. Afferma invece che fino all’anno scorso era sicuramente vivo perché correva assieme al suo navigatore Francesco, il fratello di Stella (ora coordinatore dei Nobili Guerrieri). Alan desidera saperne di più quindi i due si recano da Francesco che gli racconta di essere stato il progettista delle auto di suo padre fin da quando correva in Formula 1 e di averlo accompagnato tra mille peripezie nel Rally Infernale finché è dovuto rientrare a casa (verosimilmente a causa delle conseguenze di un incidente visto che dopo il ritorno ha una vistosa cicatrice in faccia) mentre Damiano è rimasto sul posto per cercare di essere il primo a completare il Rally. Alan a questo punto ricomincia a sperare di poterlo rivedere prima o poi. Il giorno successivo Davide convoca tutta la squadra perché ha fatto realizzare un circuito di prova su terra, ma al momento di iniziare gli allenamenti la squadra delle Cipolle si presenta per sabotare la pista e rompere le auto, solo l’intervento di Ted riesce a sventare la minaccia e metterli in fuga. Il ragazzo ha trovato la forza di ribellarsi e la fiducia in sé stesso grazie alle rassicurazioni degli amici: negli ultimi giorni era depresso per avere subito atti di bullismo dagli stessi ragazzi del gruppo delle Cipolle che lo avevano visto senza trucco e vestiti da rocker. Nessuno dei corridori lo aveva mai visto al naturale prima di allora, Ted usava quel “travestimento” per darsi coraggio e superare paure e timidezza. |                  |                  |
| 6  | Le mini 4WD contro le RC 「ミニ四駆VSRC！」 - mini yonku vs rc! | 7 novembre 1989  | 16 febbraio 1991 |
| 6  | Damiano manda una cartolina ad Alan e sua nonna rendendoli felici perché finalmente hanno la certezza che sia ancora vivo. Nel frattempo i Nobili guerrieri si allenano con i loro modelli ma hanno uno scontro con un fuoristrada radiocomandato (RC) di un ragazzino più grande, Carlo Maria Bullett, che li sfida per stabilire quale delle due tipologie di modello sia la più veloce. Alan accetta e il giorno successivo si presenta presso la pista, attorno ad un edificio in costruzione. La gara è senza esclusione di colpi e i ragazzi scoprono che Carlo ha un fratello gemello con un elicottero RC, venuto in suo aiuto. Sul rettilineo d’arrivo, quando tutto sembra ormai perduto, Alan riesce ad evitare lo scontro con il mezzo dell’avversario facendo sterzare all’ultimo la sua Numero 1: lancia la medaglietta con la foto di lui e suo padre contro l’alettone posteriore provocando un’inversione di marcia e vincendo infine la gara. A questo punto si presentano altri tre ragazzi e i Nobili Guerrieri capiscono che si tratta di una squadra di cinque fratelli, oltre a Carlo Maria ci sono Jimmy, Luca, Gian Claudio e Maria Luisa. Anche loro normalmente corrono con le Mini 4WD, in questo caso hanno usato le RC per mettere alla prova Alan e i suoi amici. |                  |                  |
| 7  | La scomparsa della Numero 1 「消えたエンペラー」 - kie ta enpera | 14 novembre 1989 | 19 febbraio 1991 |
| 7  | I nobili Guerrieri nei quarti di finale devono affrontare gli U2 ma la Numero 1 di Alan è scomparsa dopo essere caduta dentro ad una canaletta di scolo. Alan, Stella e Ciccio Sprint riescono a scoprire che la canaletta finisce dentro un fiume ma non sanno che in realtà l’auto è stata già ritrovata da un pescatore che l’ha regalata al figlio del proprietario di un chiosco, quindi continuano a cercarla. Davide e Ted intanto si sono recati al negozio di modellismo sede della squadra avversaria U2, convinti che siano stati loro a raccogliere la Numero 1 di Alan per studiarla. Dopo averli accusati ingiustamente, la loro manager Crimilde (una ragazza più grande vestita in stile francese barocco) li sfida ad una gara per lavare l’offesa. I ragazzi sono costretti ad accettare anche se questo vuol dire che gli avversari potranno studiare le loro auto: per questo motivo le rallentano appositamente per farsi battere. Nel frattempo Alan e Stella ritrovano la Numero 1 e Gino, il ragazzino che ne è venuto in possesso e che purtroppo non è affatto intenzionato a restituirla. Dopo averla salvata da una caduta in mare Alan si fa prestare la Super Ballerina di Stella per sfidare Gino e farsi restituire il suo modello: il percorso di gara sarà in una zona abbandonata. Dopo alcune gare finite in parità i ragazzi scoprono dei binari e una vecchia locomotiva in un capannone, custodita da un signore anziano che la guidava in giro per il paese quando era giovane. Il signore suggerisce ai due di correre uno spareggio sui binari e sulla vicina piattaforma girevole: in questo percorso difficile Alan riesce a far valere la sua esperienza e a vincere la gara, recuperando la sua Numero 1. Tutti quanti poi si adoperano per far tornare alla vita la vecchia locomotiva. |                  |                  |
| 8  | Battaglia mortale nella valle del vento 「死闘！風の谷」 - shitō! kazenotani | 21 novembre 1989 | 21 febbraio 1991 |
| 8  | Partono i quarti di finale regionali di Mini4WD e i Nobili Guerrieri si trovano a scontrarsi con gli U2. I Nobili Guerrieri sottovalutano gli avversari e perdono la prima gara, nella seconda in un percorso reso difficile da una tempesta di sabbia capiscono l’importanza del lavoro di squadra e vincono superando gli U2 a pochi metri dal traguardo. |                  |                  |
| 9  | La sfida nella valle del tornado 「激戦！竜巻の谷」 - gekisen! tatsumaki no tani | 28 novembre 1989 | 23 febbraio 1991 |
| 9  | Nella terza gara i Nobili Guerrieri legano le auto insieme per cercare di superare indenni i tornado presenti sul percorso ma la Numero 1 vola via ugualmente in una zona di sabbie mobili insieme a due auto degli U2, quella di Ferdinando e quella di Crimilde. Dopo che Ferdinando si è sacrificato per liberare l’auto di Crimilde i ragazzi riescono a trarsi d’impaccio e riprendono la corsa grazie ad un’azione altruistica di Alan che anziché andarsene da solo aiuta anche Ferdinando ad uscire dalle sabbie mobili. |                  |                  |
| 10 | Il salto dalla collina della morte 「十字の道を越えろ」 - jūji no michi wo koe ro | 5 dicembre 1989  | 26 febbraio 1991 |
| 10 | I due team arrivano alla “Collina della Morte” costituita da una montagna di rottami di mini 4wd con sopra una croce. Per quanto si sforzino a ragionare nessuno intuisce la maniera di superare la collina e il fiume che la delimita, oltre il quale c’è il traguardo. Improvvisamente appare Jin il fratello di Crimilde, leader di un’altra squadra più forte, che dà un indizio a tutti per superare l’ostacolo. Ted è il primo a capire che bisogna usare la croce come un trampolino ma la sua auto sbanda a causa delle buche e cade nel fiume. Crimilde e Davide riescono a saltare affiancati ma le loro auto atterrano male, danneggiandosi, e si fermano a pochi centimetri dalla linea di arrivo. |                  |                  |
| 11 | Il miracolo della valle dei mulini a vento 「風車の谷の奇跡」 - fūsha no tani no kiseki | 12 dicembre 1989 | 28 febbraio 1991 |
| 11 | Vista la situazione di stallo, a grande richiesta del pubblico viene fatta partire un’altra gara con solo Davide e Crimilde come concorrenti: I modelli devono seguire un percorso che passa sotto a dei mulini senza essere colpiti dalle pale (che contengono un sistema elettromagnetico in grado di danneggiare i motori dei modelli). Dopo un inizio stentato Davide riceve un grande incoraggiamento da Ted, suo grande amico, che si mette a suonare la sua chitarra elettrica permettendogli di recuperare fino a vincere in un rocambolesco finale col motore fortemente danneggiato. |                  |                  |
| 12 | Il discendente dell'Horizon - Prima parte 「めざせホライゾン」 - mezase horaizon | 19 dicembre 1989 | 2 marzo 1991     |
| 12 | Francesco racconta ai ragazzi la storia di Jin, suo ex compagno di squadra prima di fondare i Nobili Guerrieri. Jin possiede la Proto Emperor, gemella prototipale della Numero 1. Entrambi i modelli sono discendenti dalla Horizon, che ha dato origine a tutte le Mini 4WD, realizzata dal padre di Alan. Il giorno successivo alle semifinali si tengono due gare: la prima tra Jet Team e Guerrieri Neri, la seconda tra Nobili Guerrieri e Campagnoli (che a dispetto del loro nome sono super tecnologici e per migliorare le loro prestazioni usano un computer collegato via satellite al campo di gara). Le quattro squadre gareggiano contemporaneamente a coppie su due circuiti uguali, il primo a tagliare il traguardo è Jin dei Guerrieri Neri che è talmente veloce da avere fatto tutti i pit stop da solo. Alan invece dopo aver avuto qualche difficoltà riesce a stabilizzare la sua auto (lanciandovi sopra la piuma che normalmente porta tra i capelli perché funga da alettone) e battere i Campagnoli negli ultimi centimetri prima del traguardo. |                  |                  |
| 13 | Il discendente dell'Horizon - Seconda parte 「激闘！決勝への道」 - gekitō! kesshō heno michi | 26 dicembre 1989 | 5 marzo 1991     |
| 13 | Nella gara successiva Jin vince ancora con la sua straordinaria velocità mentre i Nobili Guerrieri sono in vantaggio sui Campagnoli che convincono il manager a spegnere il computer e correre solo in base alla loro esperienza. Con una serie di trucchetti ispirati alla natura i Campagnoli rimontano e vincono, rimandando alla terza gara la scelta della finalista. A passare sono i Nobili Guerrieri che sfruttando la potenza di Astro di Fuoco per sopravanzare gli avversari in una salita ripidissima. |                  |                  |
| 14 | La sconfitta dello skateboard 「スケボーを倒せ！」 - sukebo wo taose! | 9 gennaio 1990   | 7 marzo 1991     |
| 14 | Gino, il ragazzino che per un po’ aveva avuto l’auto di Alan, si costruisce una Mini 4WD simile alla Numero 1 ma viene minacciato da Jack che col suo skateboard vuole essere il solo a girare nei giardini. La gara per decidere il vincitore si svolge tra Jack, Alan (chiamato in aiuto) e Mike del Jet Team che conosce bene l’avversario. Durante la corsa in un percorso che passa in mezzo a dei rottami Alan si schizza con dell’olio motore negli occhi e non riesce più a vedere, Mike sopravanza Jack ma quest’ultimo arriva in salto e involontariamente distrugge la sua Mini 4WD “Ali di Fuoco”. Quando tutto sembra perduto Alan riesce a ribaltare la situazione e a vincere, riuscendo a far calmare tutti e riconciliare la compagnia. |                  |                  |
| 15 | Le cinque pagode del tempio della luna 「小輪寺五房の荒行」 - shō wa tera go bō no kō gyō | 16 gennaio 1990  | marzo 1991       |
| 15 | I Nobili Guerrieri vanno in campeggio in collina con Francesco per allenarsi su una pista appositamente predisposta. Lì Alan si rende conto di essere vicino al luogo degli allenamenti dei Guerrieri Neri: cinque pagode di quello che sembra un tempio cinese. Vi si reca di nascosto dagli altri ma quando arriva sul posto viene umiliato dai Guerrieri Neri che lo battono agevolmente in prove di agilità, equilibrio e potenza, quelle che usano per allenarsi fisicamente. Solo una visione di suo padre lo rincuora e gli restituisce il coraggio di lottare. |                  |                  |
| 16 | La Numero 1 è nei guai 「皇帝（エンペラー）絶体絶命！」 - kōtei (enpera) zettaizetsumei! | 23 gennaio 1990  | marzo 1991       |
| 16 | Alan sfida i Guerrieri Neri perché vuole competere con Jin, ma prima deve vincere una gara su un asse girevole contro uno dei gregari. Una volta riuscitoci parte la sfida vera e propria contro Jin in un percorso accidentato in mezzo ai geyser. Inizialmente in svantaggio, Alan dimostra una volontà fortissima e nonostante sia iniziato un temporale con fulmini prende la testa mentre l’avversario è impaurito. Purtroppo a poca distanza dall’arrivo un fulmine colpisce la Numero 1, danneggiandola molto gravemente. Jin vince ma si rende conto di essere stato battuto quanto a spirito combattivo. |                  |                  |
| 17 | La leggenda dell'Horizon 「ホライゾン伝説」 - horaizon densetsu | 30 gennaio 1990  | marzo 1991       |
| 17 | Francesco mostra ai Nobili Guerrieri la nuova auto che ha costruito, la “Ultima Serie 01”, nel mentre Alan ritorna al campo con la nonna e Filippo e chiede di poterla usare al posto della Numero 1 danneggiata ma si scontra con la rabbia di tutti che lo accusano di avere abbandonato l’allenamento. Si decide di fare una gara per capire chi si merita di usare il nuovo modello, ma prima di iniziare Filippo sente un rumore sospetto e tutto il gruppo scopre un passaggio sotterraneo molto sospetto. Il cedimento del pavimento li porta in una caverna dove c’è una nave da guerra: da lì passa un tunnel sotterraneo costruito durante la seconda guerra mondiale che si dirama e gira per tutto il mondo. Il tunnel è parte del Rally Infernale, la gara a cui il padre di Alan stava partecipando anni prima proprio con Francesco come navigatore. Quest’ultimo racconta ai ragazzi come durante una fase della corsa la loro auto fosse stata fermata da un colpo di fucile ad una gomma e di come fossero stati fatti prigionieri da un poliziotto corrotto. Tra le altre cose nell’incidente Francesco si procura la cicatrice in viso che ha ancora oggi. In breve i due riescono a fuggire con l’aiuto di un’altra persona rapita, il monaco Po (ora manager dei Diavoli Neri). Durante la fuga vengono però intercettati dal sorvegliante che per rivelargli il passaggio segreto di uscita li sfida ad una gara: il padre di Alan, Damiano, decide di correre con la sua Mini 4WD “Dash-0 Horizon”, che è il modello da cui sono poi nate la Numero 1 e la Proto Numero 1 di Jin. |                  |                  |
| 18 | Gli eredi leggendari 「伝説の後継者達」 - densetsu no kōkeisha tachi | 6 febbraio 1990  | marzo 1991       |
| 18 | Damiano e Francesco vincono la gara col sorvegliante e riescono ad ottenere la libertà. Finito il racconto Alan riesce a convincere Francesco a correre con lui per dimostrare il suo valore, il traguardo è l’uscita dalla caverna con la nave. Alan usa la sua Numero 1 che è in cattive condizioni anche se parzialmente riparata, corre su un percorso più alto di quello scelto da Francesco in modo per poter lanciare il suo modello in discesa e farlo saltare, seguendolo poi nei balzi da un ponte all’altro della nave. |                  |                  |
| 19 | Un'altra leggenda 「あらたなる伝説」 - aratanaru densetsu | 13 febbraio 1990 | 19 marzo 1991    |
| 19 | Dopo una pericolosa caduta Alan viene salvato da Ciccio Sprint ma la gara viene interrotta da un terremoto che fa crollare parte della caverna. I ragazzi rimangono intrappolati ma Ciccio Sprint e la Nonna trovano un carro armato della seconda guerra mondiale e cercano di aprire un varco a cannonate, provocando però l’ingresso di un fiume d’acqua nella galleria. Prima di poter uscire devono affrontare l’allagamento (in cui Alan salva stella usando Astro di Fuoco) e una frana che blocca l’uscita (qui ad essere utilizzata è Regina delle Corse con un accendino montato sopra alla carrozzeria per dare fuoco alla polvere da sparo con cui hanno minato la frana). Una volta fuori Francesco dà la Ultima Serie 01 ad Alan per sostituire la Numero 1 danneggiata, designandolo nuovamente Leader della squadra. |                  |                  |
| 20 | I demoni neri 「対決！黒鬼士軍団」 - taiketsu! kuro oni samurai gundan | 20 febbraio 1990 | 21 marzo 1991    |
| 20 | È il giorno delle finali e i Nobili Guerrieri si recano sul posto ma mentre sono nel parcheggio nasce un alterco con i Guerrieri Neri che accusano il loro leader Jin di essere dalla parte degli avversari. Davide allora li sfida in una gara senza i leader per dimostrare che non sono meno forti di loro (e contemporaneamente per capire il potenziale dei loro modelli prima delle gare). Immediatamente è chiaro che i Guerrieri Neri perdono la testa se non c’è Jin a guidarli, ma sono temibili se vengono indirizzati, avendo anche delle auto molto performanti. I Nobili Guerrieri sono in svantaggio e rischiano di perdere ma Alan con una mossa spettacolare aiuta i compagni di squadra e li sprona a dare il tutto per tutto facendoli vincere. |                  |                  |
| 21 | Via alle finali 「燃えろ！決勝戦!!」 - moe ro ! kesshōsen!! | 27 febbraio 1990 | 23 marzo 1991    |
| 21 | Iniziano le finali regionali del campionato nazionale che si svolgono in un percorso lungo e tortuoso da affrontare per tre giri. I Guerrieri Neri prendono subito il largo dimostrando di avere auto e strategia perfette mentre i Nobili Guerrieri sono in difficoltà. Nel secondo giro Ciccio Sprint spinge al limite la sua auto danneggiandola, Ted riprende coraggio e usa il condensatore della sua Palla di Cannone per poter accelerare al massimo raggiungere e superare gli avversari, pagando l’azzardo con un guasto al motore che va a fuoco. |                  |                  |
| 22 | Vola Davide! 「駆けろ！進駆郎!!」 - kake ro ! susumu ku rō!! | 6 marzo 1990     | 26 marzo 1991    |
| 22 | Davide modifica la sua auto e inizialmente sembra riuscire ad avvantaggiarsi, purtroppo un’uscita di strada e un guasto lo fanno nuovamente retrocedere. Stella lo sostituisce e dopo che Alan ha riguadagnato terreno inizia il terzo e ultimo giro ancora con Stella: Ciccio Sprint deve fermarsi per un guasto all’auto. A metà percorso la ragazza deve fermarsi a sua volta perché non riesce più a correre: ha usato pezzi della suola delle scarpe per rendere più elastiche le gomme della Super Ballerina. Riparte Davide che nel frattempo ha riparato la Regina delle Corse e ha ideato una nuova strategia che gli permette di guadagnare terreno nella prima parte del suo percorso. L’auto è però instabile e appena arriva nella parte dissestata, pur essendo in un circuito a sponde, deve usare il bastone di guida per impedirne l’uscita di strada (subito imitato da Fulvia dei Guerrieri Neri). Con l’auto semi-distrutta Davide arriva al check point in testa e lancia Alan che parte a tutta velocità. Il segreto degli avversari è stato svelato (Davide si è accorto che montano il differenziale), ma ormai la gara volge al termine e i Nobili Guerrieri possono solo correre, non hanno tempo di montare una cosa del genere. |                  |                  |
| 23 | Chi sarà il campione? 「勝利は誰の手に!?」 - shōri ha dare no teni!? | 13 marzo 1990    | 28 marzo 1991    |
| 23 | Alan è velocissimo e distanzia l’avversario, ma dovendo correre per due settori a causa del ritiro di tutti i suoi compagni si ritrova ad avere un calo di forza fisica e di batterie. Jin se ne accorge e cambia subito strategia facendo alternare i suoi compagni in modo da correre di fatto in cinque contro uno. Quando la Super Numero 1 sta per esaurire le batterie e tutto sembra perduto Ciccio Sprint arriva in aiuto con la sua Astro di Fuoco, permettendo ad Alan di fermarsi un attimo a cambiare le batterie. Il suo modello però, rimesso in sesto in fretta e furia dopo il guasto precedente, rischia di rompersi da un momento all’altro e infatti dopo poco prende fuoco. Nonostante questo Ciccio Sprint arriva in testa al check point e lancia Alan in vantaggio su Jin quando manca un solo settore alla conclusione. I due si equivalgono ma Alan sente la pressione di Jin finché per la stanchezza fisica e psicologica cade a terra e viene sorpassato. Quando tutto sembra ormai perduto, la vista dei suoi compagni di squadra gli fa ritrovare un po’ di energie, sufficienti per rimettere in pista la Super Numero 1 che al foto-finish batte la Proto Numero 1 di Jin per pochi millimetri. |                  |                  |
| 24 | Le vacanze dei Nobili Guerrieri 「戦士達の休日」 - senshitachi no kyūjitsu | 20 marzo 1990    | 30 marzo 1991    |
| 24 | I Nobili Guerrieri presenziano ad una manifestazione di Mini 4WD aperta a tutti per dare una dimostrazione della loro bravura ma in breve si mettono a litigare perché Alan cerca di mettersi in mostra e si dichiara superiore ai compagni di squadra. Per risolvere la questione Ciccio Sprint e Alan si sfideranno il giorno successivo sulla pista di prova di Davide. I ragazzi non si presentano in forma alla gara (Ciccio Sprint è stanco per aver passato tutta la notte sul modello, Alan invece è andato ad una festa senza invitare gli altri) quindi il risultato è pessimo a livello sportivo. Francesco decide quindi di interrompere la competizione bloccando le auto subito prima del traguardo e fa capire ai ragazzi che non devono litigare e scontrarsi per futili motivi: tornata la calma fanno la pace e tutto torna come prima. |                  |                  |
| 25 | La lunga sfida 「果てしなき挑戦！」 - hate shinaki chōsen! | 27 marzo 1990    | 2 aprile 1991    |
| 25 | A Tokyo arriva il campione di Formula 1 degli ultimi sei anni, Giuliano, che deve partecipare al Gran Premio del Giappone. Alan e Davide cercano di fargli autografare le loro Mini 4WD all’aeroporto ma a causa di un equivoco il pilota rimane in possesso dei due modelli. Per recuperarli Alan si intrufola al suo ricevimento e gli spiega che le Mini 4WD non sono giocattoli ma auto da corsa, suscitando la curiosità di Giuliano che decide di accompagnarlo a casa con la sua Toyota 2000GT. Il giorno successivo Alan è a vedere le prove del Gran Premio con il pilota, Stella e Francesco (che è suo amico dai tempi in cui era progettista di Formula 1). Giuliano li invita a casa sua e quando i ragazzi si recano sul posto trovano una riproduzione in scala 1:32 del Circuito di Suzuka utilizzabile per correre con le Mini 4WD: considerando la scala, è lungo oltre 184 metri. Alan e Davide decidono di regolare la loro sfida personale iniziata all’aeroporto ma Giuliano li avvisa che la gara sarà sulla distanza di otto ore e vincerà chi resisterà più a lungo senza ritirarsi. Quando Francesco si rende conto che il circuito ha i guard rail troppo bassi per i modelli, Giuliano vorrebbe interrompere la gara ma i ragazzi proseguono perché bruciano di agonismo e gli fanno capire che lui invece lo sta perdendo, mettendo a repentaglio la sua carriera di pilota. Verso fine gara Alan sembra cedere ma Giuliano lo incita facendolo rialzare e vincere la corsa. Il pilota grazie all’entusiasmo dei ragazzi torna ad avere l’agonismo di un tempo e il giorno successivo si presenta al Gran Premio con la sua Formula 1 equipaggiata come una Mini 4WD con i roller sull’alettone anteriore, arrivando primo al traguardo e dedicando la vittoria ai Nobili Guerrieri. |                  |                  |

## Edizione italiana

### Doppiaggio
| Personaggi                         | Voce giapponese     | Voce italiana       |
| ---------------------------------- | ------------------- | ------------------- |
| Alan dei Nobili Guerrieri          | Masako Nozawa       | Davide Garbolino    |
| Ted dei Nobili Guerrieri           | - non disponibile - | Aldo Stella         |
| Ciccio Sprint dei Nobili Guerrieri | Tesshō Genda        | Gabriele Calindri   |
| Davide dei Nobili Guerrieri        | Toshihiko Seki      | Daniele Demma       |
| Stella dei Nobili Guerrieri        | Rei Sakuma          | Veronica Pivetti    |
| Francesco                          | - non disponibile - | Federico Danti      |
| Monica la telecronista             | - non disponibile - | Marina Massironi    |
| Mauro il telecronista              | - non disponibile - | Luca Sandri         |
| Jin, capo dei Guerrieri Neri       | - non disponibile - | Salvatore Landolina |
| Damiano, padre di Alan             | Shuusei Nakamura    | Roberto Colombo     |
| Crimilde                           | - non disponibile - | Monica Pariante     |
| Saggio Poe                         | - non disponibile - | Pietro Ubaldi       |
| Nonna di Alan                      | - non disponibile - | Caterina Rochira    |
| Paolone                            | - non disponibile - | Mario Scarabelli    |
| Veronica                           | - non disponibile - | Alessandra Karpoff  |
| Turbo                              | - non disponibile - | Veronica Pivetti    |
| Filippo                            | - non disponibile - | Alberto Sette       |

## Accoglienza
Il cartone animato riscosse un enorme successo e fece nascere anche in Italia la passione di questi modelli a quattro ruote motrici, creati dalla casa produttrice Tamiya. Il successo fu globale anche in altri paesi dove l'anime fu trasmesso, soprattutto nelle Filippine. Per gli appassionati di mini4wd questa è la serie "culto" del genere.

## Curiosità
- Il titolo originale “Dash! Yonkuro” è un gioco di parole non traducibile nell’adattamento Italiano. Yonkuro è il nome in originale del protagonista (che a sua volta è un riferimento al numero presente sul suo modello), la parola “Dash” identifica (seguita da un numero diverso ogni volta) i modelli di Mini 4WD dei protagonisti, realmente esistenti al momento della creazione della serie, ma può essere anche letta come “Corri!” (in inglese). La squadra dei Nobili Guerrieri infatti nella versione originale giapponese si chiama “Dash Warriors” proprio per via della denominazione dei modelli.
- Nell’episodio 25 dell'anime compare il pilota di Formula 1 Giuliano, che nella versione originale si chiama Ayrton Ursena ed è l'alter ego di Ayrton Senna. Il pilota infatti guida una McLaren MP4/5 del 1989 (anno di produzione dell'anime) con i colori della nota marca di sigarette Marlboro (sull'auto e sulla sua tuta si legge il nome storpiato in "Marlcoro"). Il modello dell'auto è riconoscibile dall’airscope integrale sul cofano posteriore, prima McLaren di F1 ad averlo.
- Nell’episodio 25 Giuliano propone di correre con le Mini 4WD una gara di 8 ore su una pista che è la riproduzione dell’autodromo di Suzuka, possibile citazione della "8 Ore di Suzuka" gara motociclistica molto importante e famosa in Giappone.